# Max Lortzing
Max Lortzing (* 3. September 1839 in Heilsberg, Ermland; † 18. Februar 1895 in Steglitz, Kreis Teltow) war ein deutscher Schriftsteller.

## Leben
Max Lortzing war ein Neffe des Komponisten Albert Lortzing. Er studierte an der Universität Breslau Philologie und wurde 1861 im Corps Silesia recipiert. 1863 wurde er in Berlin mit einer Dissertation über die metrische Form des Dochmius zum Dr. phil. promoviert. Kurzzeitig war er Hilfslehrer an verschiedenen Gymnasien.
Später übersiedelte er nach New York City, wo er zunächst als Lehrer, dann als Redakteur der New Yorker Staats-Zeitung eine geachtete Stellung einnahm. Bekannt wurde er als „Schriftsteller über amerikanische Altertümer“. Er kehrte 1884 nach Deutschland zurück und blieb ausschließlich literarisch tätig. Er starb im Alter von 55 Jahren.

## Schriften
- De numero dochmiaco. Gustav Schade, Berlin 1863.
- Klein-Frankreich in New York. In: Die Gartenlaube. Heft 40, 1882, S. 668–671 (Volltext [Wikisource]).
- Aus der Mappe eines amerikanischen Offiziers. Reinhold Werther, Leipzig 1885.
- Christian Thomasius und Kurfürst Friedrich III. Ein Gedenkblatt zum 200 jährigen Jubiläum der deutschen illustrierten Zeitschriften. In: Der Bär. Illustrierte Wochenschrift für vaterländische Geschichte, Jg. 15 (1889), S. 120–123.
- Amerika im Dämmerschein des Altertums. In: Sonntags-Beilage zur Vossischen Zeitung, Jg. 1890, Nr. 38 und 39.
- Die Universitäten der Vereinigten Staaten. In: Pädagogisches Archiv: Monatsschrift für Erziehung, Unterricht und Wissenschaft, Jg. 33 (1891), S. 272–283.
- Hawaii, seine Geschichte und seine jetzige Lage. In: Deutsches Wochenblatt. Zeitschrift für nationale Politik, Kunst und Wissenschaft, Jg. 6 (1893), Nr. 52.
- Aus englischen Frauengefängnissen. In: Die Frau – Monatsschrift für das gesamte Frauenleben unserer Zeit, Jg. 2 (1894), S. 239.
- Die Schulspiele in Deutschland. In: Die Frau – Monatsschrift für das gesamte Frauenleben unserer Zeit, Jg. 2 (1894), S. 372.
- Die Erfahrungen Frankreichs mit der Verbrecher-Kolonie. In: Deutsches Wochenblatt. Zeitschrift für nationale Politik, Kunst und Wissenschaft, Jg. 8 (1895), Nr. 42.